# Harmångers distrikt
Harmångers distrikt är ett distrikt i Nordanstigs kommun och Gävleborgs län. Distriktet ligger omkring Harmånger i nordöstra Hälsingland. 

## Tidigare administrativ tillhörighet
Distriktet inrättades 2016 och utgörs av Harmångers socken i Nordanstigs kommun.
Området motsvarar den omfattning Harmångers församling hade 1999/2000.

## Tätorter och småorter
I Harmångers distrikt finns tre tätorter och tre småorter.

### Tätorter
- Harmånger
- Stocka
- Strömsbruk

### Småorter
- Sågtäkten
- Vattlång (del av)
- Vattrång